# Desperado (песня)
«Desperado» (с англ. — «Головорез») — песня американской рок-группы Eagles, выпущенная на их альбоме 1973 года Desperado. Песня написана барабанщиком Доном Хенли и гитаристом Гленном Фраем и представляет собой фортепианную балладу, в которой исполнитель просит преступника отказаться от жизни вне закона и попытаться вернуться к нормальной жизни, как бы тяжело это ни было. Вокалистом на песне выступил Хенли, а Фрай сыграл на фортепиано.
Несмотря на то, что песня не выходила в качестве сингла, она стала одной из самых известных песен Eagles. Уильям Ралманн с Allmusic назвал песню одной из лучших у группы, сказав что она показывает силу авторского дуэта Хенли и Фрая, но также назвал её «мучительно медленной балладой».
СМИ сообщало что «Desperado» являлась любимой песней американского солдата Пэта Тиллмана и песня прозвучала во время мемориальной службы в его честь в 2004 году.

## Кавер-версии
- Линда Ронстадт включила кавер-версию песни в свой альбом 1973 года Don't Cry Now, а также часто исполняла песню в сотрудничестве с Nelson Riddle Orchestra.[3]
- The Carpenters выпустили свою версию песни на альбоме 1975 года Horizon.
- Кантри-исполнитель Кенни Роджерс выпустил кавер-версию песни на своём альбоме 1977 года Daytime Friends.
- Тори Эймос несколько раз исполняла песню на своих концертах.
- Кантри-исполнитель Клинт Блэк спел «Desperado» для трибьют-альбома Eagles Common Thread: The Songs of the Eagles, выпущенного в 1993 году. В том же году, его версия заняла 54 место в чарте Hot Country Songs.
- Джонни Кэш записал кавер-версию песни для своего альбома American Recording IV: The Man Comes Around, выпущенного в 2002 году. В качестве приглашённого вокалиста на ней выступил Дон Хенли.
- Песня в исполнении японской певицы Kokia прозвучала в фильме 2004 года The Hotel Venus, главную роль в котором сыграл участник бой-бэнд SMAP Цуёси Кусанаги.
- В августе 2007 года, ирландская группа Celtic Thunder спела песню на концерте в Дублине, запись этого концерта вышла под названием The Show.[4]
- В 2008 году Molly Hatchet выпустили «Desperado» на своём кавер-альбоме Southern Rock Masters.
- Нил Даймонд записал кавер-версию песни для своего альбома 2010 года Dreams.
- Японская поп/рок-группа Superfly выпустила песню на своём концертном мини-альбоме 2007 Live from Tokyo.
- Японская певица Тихиро Оницука записала песню для своего кавер-альбома 2012 года Famous Microphone.
- Сюзи Кватро записала кавер-версию песни в свой альбом 2021 года The Devil In Me

## Использование в поп-культуре
- В эпизоде «The Checks» восьмого сезона ситкома Сайнфелд. В нём песня загадочно оказывала сильный гипнотический эффект на бойфренда Элейн Бенс Бретта, который всё бросал и слушал песню, находясь каждый раз как бы в трансе, если она заиграет. Элейн попыталась снять этот эффект при помощи другой песни («Witchy Woman» с первого альбома Eagles).
- В эпизоде «Helen’s Story» британского сериала Accused муж Хелен поёт а капелла припев песни.
- На тренинге американской версии телешоу The X Factor одна из группы людей исполняла «Desperado». Победительница этого сезона Мелани Амаро пела песню во время второго выступления[5].